# Сібасакі Гаку
Сібасакі Гаку (яп. 柴崎岳, нар. 28 травня 1992, Аоморі) — японський футболіст, півзахисник клубу «Леганес» та національної збірної Японії.

## Клубна кар'єра
Народився 28 травня 1992 року в місті Аоморі. У дорослому футболі дебютував 2011 року виступами за команду «Касіма Антлерс», в якій провів шість сезонів, взявши участь у 174 матчах чемпіонату. Більшість часу, проведеного у складі «Касіма Антлерс», був основним гравцем команди і виграв з командою чемпіонат та Кубок Японії, а також двічі здобував Кубок Джей-ліги. Також став фіналістом клубного чемпіонату світу 2016 року, в якому відзначився двома забитими голами у ворота мадридського «Реала». Однак, це не допомогло його команді здобути перемогу і «Реал» переміг з рахунком (2:4).
31 січня 2017 року Сібасакі в статусі вільного агента підписав контракт з клубом другого іспанського дивізіону «Тенеріфе». Угода була розрахована на півроку і передбачала можливість продовження у разі виходу клубу у Прімеру. Команда зайняла 4 місце у регулярному чемпіонаті, проте у фінальній грі плей-оф поступилась «Хетафе» і не вийшла в еліту.
Втім Сібасакі таки зумів підвищитись у класі, перейшовши влітку 2017 року саме у «Хетафе», підписавши 4-річний контракт. Всього відіграв за клуб з Хетафе 29 матчів у національному чемпіонаті.
14 липня 2019 року став гравцем галісійського «Депортіво», підписавши з клубом 3-річний контракт.
Провівши у складі «Депортіво» один сезон, підписав 3-річний контракт з «Леганесом», який минулого сезону вилетів у Сегунду.

## Виступи за збірні
У 2009 році дебютував у складі юнацької збірної Японії, взяв участь у 3 іграх на юнацькому рівні.
У 2014 році дебютував в офіційних матчах у складі національної збірної Японії.
У складі збірної був учасником кубка Азії з футболу 2015 року в Австралії та чемпіонату світу 2018 року у Росії.
Наразі провів у формі головної команди країни 49 матчів, забивши 3 голи.
| Дата       | Місто          | Господарі         | Результат             | Гості             | Турнір                        | Голи | Примітки |
| ---------- | -------------- | ----------------- | --------------------- | ----------------- | ----------------------------- | ---- | -------- |
| 9-9-2014   | Йокогама       | Японія            | 2 – 2                 | Венесуела         | товариський матч              | 1    |          |
| 10-10-2014 | Ніїґата        | Японія            | 1 – 0                 | Ямайка            | товариський матч              | -    |          |
| 14-10-2014 | Сінгапур       | Японія            | 0 – 4                 | Бразилія          | товариський матч              | -    | 84'      |
| 14-11-2014 | Тойота (Айті)  | Японія            | 6 – 0                 | Гондурас          | товариський матч              | -    | 70'      |
| 20-1-2015  | Мельбурн       | Японія            | 2 – 0                 | Йорданія          | Кубок Азії 2015 - 1-й етап    | -    | 87'      |
| 23-1-2015  | Сідней         | Японія            | 1 – 1 д.ч. (4-5 п.п.) | ОАЕ               | Кубок Азії 2015 - чвертьфінал | 1    | 54'      |
| 31-3-2015  | Токіо          | Японія            | 5 – 1                 | Узбекистан        | товариський матч              | 1    | 68'      |
| 11-6-2015  | Йокогама       | Японія            | 4 – 0                 | Ірак              | товариський матч              | -    | 85'      |
| 16-6-2015  | Сайтама        | Японія            | 0 – 0                 | Сінгапур          | Відбір до ЧС 2018             | -    | 71'      |
| 2-8-2015   | Ухань          | Північна Корея    | 2 – 1                 | Японія            | Кубок Східної Азії            | -    | 56'      |
| 5-8-2015   | Ухань          | Японія            | 1 – 1                 | Південна Корея    | Кубок Східної Азії            | -    |          |
| 9-8-2015   | Ухань          | КНР               | 1 – 1                 | Японія            | Кубок Східної Азії            | -    | 74'      |
| 13-10-2015 | Тегеран        | Іран              | 1 – 1                 | Японія            | товариський матч              | -    | 71'      |
| 5-9-2017   | Джидда         | Саудівська Аравія | 1 – 0                 | Японія            | Відбір до ЧС 2018             | -    | 80'      |
| 27-3-2018  | Льєж           | Японія            | 1 – 2                 | Україна           | товариський матч              | -    | 80'      |
| 30-5-2018  | Йокогама       | Японія            | 0 – 2                 | Гана              | товариський матч              | -    | 60'      |
| 8-6-2018   | Лугано         | Швейцарія         | 2 – 0                 | Японія            | товариський матч              | -    | 70' 73'  |
| 12-6-2018  | Інсбрук        | Японія            | 4 – 2                 | Парагвай          | товариський матч              | -    |          |
| 19-6-2018  | Саранськ       | Колумбія          | 1 – 2                 | Японія            | ЧС 2018 - 1º етап             | -    | 80'      |
| 24-6-2018  | Єкатеринбург   | Японія            | 2 – 2                 | Сенегал           | ЧС 2018 - 1º етап             | -    |          |
| 28-6-2018  | Волгоград      | Японія            | 0 – 1                 | Польща            | ЧС 2018 - 1º етап             | -    |          |
| 2-7-2018   | Ростов-на-Дону | Бельгія           | 3 – 2                 | Японія            | ЧС 2018 - 1/8 фіналу          | -    | 40' 81'  |
| 12-10-2018 | Ніїґата        | Японія            | 3 – 0                 | Панама            | товариський матч              | -    | 88'      |
| 16-10-2018 | Сайтама        | Японія            | 4 – 3                 | Уругвай           | товариський матч              | -    | 74'      |
| 16-11-2018 | Оїта           | Японія            | 1 – 1                 | Венесуела         | товариський матч              | -    |          |
| 20-11-2018 | Тойота         | Японія            | 4 – 0                 | Киргизстан        | товариський матч              | -    | 60'      |
| 9-1-2019   | Абу-Дабі       | Японія            | 3 – 2                 | Туркменістан      | Кубок Азії 2019 - 1º етап     | -    |          |
| 13-1-2019  | Абу-Дабі       | Оман              | 0 – 1                 | Японія            | Кубок Азії 2019 - 1º етап     | -    |          |
| 21-1-2019  | Шарджа         | Японія            | 1 – 0                 | Саудівська Аравія | Кубок Азії 2019 - 1/8 фіналу  | -    |          |
| 24-1-2019  | Дубай          | В'єтнам           | 0 – 1                 | Японія            | Кубок Азії 2019 - чвертьфінал | -    |          |
| 28-1-2019  | Аль-Айн        | Іран              | 0 – 3                 | Японія            | Кубок Азії 2019 - півфінал    | -    |          |
| 1-2-2019   | Абу-Дабі       | Японія            | 1 – 3                 | Катар             | Кубок Азії 2019 - фінал       | -    | 20'      |
| 22-3-2019  | Йокогама       | Японія            | 0 – 1                 | Колумбія          | товариський матч              | -    | к. 68'   |
| 26-3-2019  | Кобе           | Японія            | 1 – 0                 | Болівія           | товариський матч              | -    | 69'      |
| 5-6-2019   | Тойота         | Японія            | 0 – 0                 | Тринідад і Тобаго | товариський матч              | -    | к.       |
| 9-6-2019   | Ріфу           | Японія            | 2 – 0                 | Сальвадор         | товариський матч              | -    | 80'      |
| 18-6-2019  | Сан-Паулу      | Японія            | 0 – 4                 | Чилі              | Копа Америка 2019 - 1º етап   | -    | к.       |
| 21-6-2019  | Порту-Алегрі   | Уругвай           | 2 – 2                 | Японія            | Копа Америка 2019 - 1º етап   | -    | к.       |
| 25-6-2019  | Белу-Оризонті  | Еквадор           | 1 – 1                 | Японія            | Копа Америка 2019 - 1º етап   | -    | к.       |
| 5-9-2019   | Касіма         | Японія            | 2 – 0                 | Парагвай          | товариський матч              | -    | 76'      |
| 10-9-2019  | Янгон          | М'янма            | 0 – 2                 | Японія            | Відбір до ЧС 2022             | -    |          |
| 10-10-2019 | Сайтама        | Японія            | 6 – 0                 | Монголія          | Відбір до ЧС 2022             | -    |          |
| 15-10-2019 | Душанбе        | Таджикистан       | 0 – 3                 | Японія            | Відбір до ЧС 2022             | -    |          |
| 14-11-2019 | Бішкек         | Киргизстан        | 0 – 2                 | Японія            | Відбір до ЧС 2022             | -    |          |
| 19-11-2019 | Суйта          | Японія            | 1 – 4                 | Венесуела         | товариський матч              | -    | к.       |
| 9-10-2020  | Утрехт         | Японія            | 0 – 0                 | Камерун           | товариський матч              | -    |          |
| 13-10-2020 | Утрехт         | Японія            | 1 – 0                 | Кот-д'Івуар       | товариський матч              | -    |          |
| 12-11-2020 | Грац           | Японія            | 1 – 0                 | Панама            | товариський матч              | -    | 82'      |
| 17-11-2020 | Грац           | Японія            | 0 – 2                 | Мексика           | товариський матч              | -    | 57'      |
| Усього     |                | Матчів (64 місце) | 49                    |                   | Голів                         | 3    |          |

## Досягнення
Командні
- Чемпіон Японії: 2016
- Володар Кубка Джей-ліги (3): 2011, 2012, 2015
- Володар Кубка Імператора: 2016
- Володар Кубка банку Суруга (2): 2012, 2013
- Фіналіст Клубного чемпіонату світу: 2016

Збірні
- Срібний призер Кубка Азії: 2019

Індивідуальні
- Включений у збірну Джей-ліги: 2014